# Concerto pour violon no 2 de Saint-Saëns
Pour les articles homonymes, voir Concerto pour violon no 2.
 (avril 2015).
Si vous disposez d'ouvrages ou d'articles de référence ou si vous connaissez des sites web de qualité traitant du thème abordé ici, merci de compléter l'article en donnant les références utiles à sa vérifiabilité et en les liant à la section « Notes et références ».
Le Concerto pour violon no 2 en do majeur, 
op. 58, est le premier concerto pour violon des trois composés par Camille Saint-Saëns. Il a été écrit en 1858, soit un an avant son concerto no 1, mais il n'a été publié qu'en 1879. Il est donc numéroté comme étant le deuxième.
Le concerto est dédié à Achille Dien, peintre et musicien.
Il a été créé à Paris le 13 février 1880 par Martin-Pierre Marsick au violon.
Ce concerto est composé de trois mouvements :
1. Allegro moderato e maestoso - a tempo piu allegro
2. Andante espressivo
3. Allegro scherzando quasi allegretto

Durée approximative : 30 minutes.

## Discographie sélective
- Concerto no 4 op. 62 (inachevé) ; Ivry Gitlis, violon - Orchestre philharmonique de Monte-Carlo, dir. Jean-Claude Casadesus (LP Philipps 1968 - CD 1998)

- « Complete Violin Concertos » nos 1, 2 et 3 ; Ulf Hoelscher, violon - New Philarmonia Orchestra, dir. Pierre Dervaux ; enregistrement de 1977 (CD Brillant Classics 2012)

- « The three violin concertos » nos 1, 2 et 3 ; Philippe Graffin, violon - BBC Scottish Symphony Orchestra, dir. Martyn Brabbins (CD Hyperion 1998)

- « Intégrale des concertos pour violon et orchestre »  nos 1, 2 et 3 ; Fanny Clamagirand, violon - Sinfonia Finlandia Jyväskylä, dir. Patrick Gallois (Naxos 2009)

- « Complete Violin Concertos »  nos 1, 2 et no 3 ; Andrew Wan, violon - Orchestre symphonique de Montréal, dir. Kent Nagano (CD Analekta 2015)